# Zangherella apuliae
Espèce
Synonymes
- Pseudanapis apuliae Caporiacco, 1949

Zangherella apuliae est une espèce d'araignées aranéomorphes de la famille des Anapidae.

## Distribution
Cette espèce se rencontre en Italie, en Grèce et en Turquie.

## Description
Le mâle mesure 1,0 mm et la femelle 1,0 mm.

## Étymologie
Son nom d'espèce lui a été donné en référence au lieu de sa découverte, les Pouilles.

## Publication originale
- Caporiacco, 1949 : Seconda nota su aracnidi cavernicoli pugliesi. Memorie del Museo Civico di Storia Naturale di Verona, vol. 2, p. 1-5.